# 하이보완구

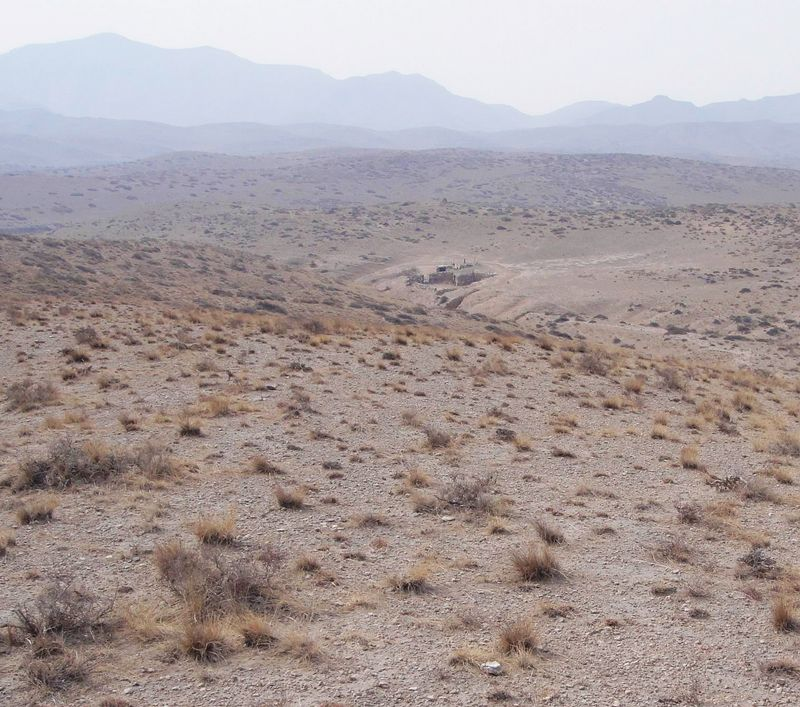

하이보완구(한국어: 해발만구, 중국어: 海勃湾区, 병음: Hǎibówān Qū)는 내몽골 자치구 우하이 시의 현급 행정구역이다. 넓이는 529km2이고, 인구는 2007년 기준으로 210,000명이다.

## 기후
연평균 기온은 9.2°C이고 연일조시간은 3047.3시간이다. 연평균 강수량은 162.4mm이고 연증발량은 3500mm이다.

## 행정 구역
6개 가도, 1개 진을 관할한다.
- 가도: 凤凰岭街道, 海北街道, 新华街道, 新华西街道, 卡布其街道, 滨河街道.
- 진: 千里山镇.